# Liga Ouro de Basquete
La Liga Ouro de Basquete è il campionato di secondo livello del pallacanestro professionistico maschile per club in Brasile. È organizzata dalla Liga Nacional de Basquete, organo che gestiste anche il Novo Basquete Brasil, ed agisce anche con l’approvazione della Confederação Brasileira de Basketball. Dopo una pausa di sei stagioni, il suo ritorno è stato confermato per la stagione 2025.

## Storia
La Liga Nacional de Basquete (LNB) e la Confederação Brasileira de Basketball (CBB) ufficializzarono la creazione della Liga Ouro de Basquete, come nuova seconda divisione nazionale, con cui ottenere l'accesso al NBB nel novembre del 2013. La prima edizione era inizialmente prevista per l'inizio di febbraio 2014, con termine a maggio dello stesso anno, e avrebbe dovuto contare sulla partecipazione di otto-dodici club. Tuttavia, poiché solo quattro squadre confermarono la propria partecipazione, il regolamento e le date vennero modificati per adattarsi alla situazione.
Il numero di partecipanti è cresciuto nel tempo: se nelle prime tre edizioni furono solo quattro le squadre iscritte, nel 2017 si passò a sei partecipanti e nel 2018 si toccò il record di nove.
Nel ottobre 2018 venne annunciato che l’edizione 2019 sarebbe stata l’ultima della Liga Ouro, che sarebbe stata sostituita dal Campeonato Brasileiro de Clubes CBB, una nuova competizione organizzata direttamente dalla CBB. Nel gennaio 2025 la NBB ha annunciato che dopo sei anni di sospensione la Liga Ouro sarebbe tornata in attività nella stagione sportiva 2025, con sei squadre che hanno partecipato all'edizione del ritorno della seconda divisione nazionale.

## Formato
La stagione regolare della Liga Ouro de Basquete si svolge solitamente nella prima metà dell’anno. Durante le prime tre edizioni del campionato, quando partecipavano solo quattro squadre, la stagione regolare si giocava con un formato in cui tutti i team si affrontavano quattro volte (due partite in casa e due in trasferta). La prima classificata si qualificava direttamente per la finale, mentre la seconda e la terza si sfidavano per determinare l’altra finalista. Nel 2018, con l’aumento del numero di squadre a sei, il formato è stato modificato: ogni squadra affrontava le altre due volte (una in casa e una in trasferta). Le prime due classificate accedevano direttamente alle semifinali, mentre le squadre dal terzo al sesto posto si sfidavano nei quarti di finale per conquistare un posto in semifinale.
I playoff iniziavano subito dopo la stagione regolare:
- I quarti di finale venivano disputati al meglio delle tre partite tra le squadre classificate dal 3º al 6º posto.

- I vincitori di questi incontri affrontavano le prime due classificate in semifinali al meglio di cinque gare.

- La finale veniva disputata anch’essa al meglio di cinque partite. La squadra vincitrice della serie finale veniva proclamata campione della Liga Ouro e guadagnava la promozione al NBB, il massimo campionato brasiliano, per la stagione successiva.

Con il ritorno della competizione nel 2025 il formato della competizione ha subito alcune modifiche rispetto alle edizioni precedenti: la competizione si svolgerà in due fasi. La prima fase sarà giocata con un sistema di girone all’italiana con andata e ritorno, al termine del quale le prime due classificate accederanno direttamente alle semifinali. Le altre squadre avanzeranno invece al primo turno dei playoff dove il 3º classificato affronterà il 6º, mentre il 4º sfiderà il 5º, in delle serie al meglio di tre partite. Le semifinali si disputeranno anch’esse al meglio di tre gare, mentre la finale sarà giocata al meglio di cinque incontri, per determinare la squadra campione.
Se il vincitore rispetta tutti i requisiti stabiliti dalla Liga Nacional de Basquete (LNB), otterrà l’accesso alla divisione d’élite della NBB. In caso contrario, la promozione sarà offerta al club successivo in classifica, e così via, fino a trovare una squadra idonea. Tuttavia, le squadre B che prenderanno parte alla competizione non potranno essere promosse, poiché i rispettivi club hanno già una squadra principale iscritta al NBB.

## Squadre partecipanti
Di seguito l'elenco delle sei squadre che hanno preso parte all'edizione 2025 della competizione
| Squadra             | Città          |
| ------------------- | -------------- |
| Osasco              | Osasco         |
| Cruzeiro            | Belo Horizonte |
| Pinheiros B         | São Paulo      |
| Vitória             | Salvador       |
| Liga Sorocabana     | Sorocaba       |
| Minas Tênis Clube B | Belo Horizonte |